# Jakab László (labdarúgó)
Jakab László, (Kolozsvár, 1916. március 3. – Budapest, 1984. május 10.) magyar bajnok labdarúgó, csatár.

## Pályafutása
1936 és 1942 között a Ferencváros játékosa volt. Három bajnoki címet, egy magyar és egy közép-európai kupa győzelmet szerzett a csapattal. A Fradiban összesen 103 mérkőzésen szerepelt (66 bajnoki, 34 nemzetközi, 3 hazai díjmérkőzés) és 77 gólt szerzett (49 bajnoki, 28 egyéb). 1945 tavaszán tagja volt az Újpest TE bajnokcsapatának.

## Sikerei, díjai
- Magyar bajnokság
  - bajnok: 1937–38, 1939–40, 1940–41, 1945-tavasz
  - 2.: 1936–37, 1938–39
  - 3.: 1942–43
- Magyar kupa
  - győztes: 1942
- Közép-európai kupa (KK)
  - győztes: 1937